# Ангауан
Ангауан (исп. Angahuan) — город в Мексике в муниципалитет Уруапан штата Мичоакан. Коренное население города говорит на языке Пурепеча. Площадь муниципалитета  Ангауан-де-Сантьяго (исп. Angahuan de Santiago) 224,22 км². По данным переписи населения 2010 года в городе проживает 5773 человека, из них 47 % составляют мужчины и 53 % — женщины.
Название города происходит от слова angahuani, что означает «место за склоном».
Поселение человека на месте современного города известны до прихода испанцев и, входило в состав Государство тарасков.
В 5,8 км от города в 1943 году образовался новый вулкан Парикутин. Его извержение, уничтожившее расположенный рядом город Парангарикутиро. В окрестностях Ангауана пепел, смытый с окружающих склонов холмов, опустошил большую часть полей. С другой стороны, после этого извержения в Ангауане стал развиваться туризм, который обеспечил важный источник дохода для жителей города.